# Филино (Шуйский район)
Фи́лино — деревня в Шуйском районе Ивановской области России. Центр Семейкинского сельского поселения Шуйского района.

## География
Расположено в центральной части Шуйского района, с запада и севера граничит с городом Шуей. Через деревню протекает река Теза.

## История
Впервые деревня упоминается в 1614 году, когда царь Михаил Фёдорович выдал грамоту о сборе пошлин в казну с проходивших мимо по Тезе судов. До революции деревня Филино входило в Якиманскую волость Шуйского уезда Владимирской губернии. В 1848 году пожар полностью уничтожил деревню, после чего Филино долго отстраивалось. Южную окраину деревни Филино с запада на восток пересекает противотанковый ров, вырытый в 1941 году.

## Русская Православная церковь
- Часовня в честь Иконы Казанской Божьей Матери (построена в 1903 году Марычевым Николаем Михайловичем, реставрирована в 1995 году его внуком Марычевым Виктором Николаевичем).

## Инфраструктура
Детский сад «Скворушка», отделение Почты России, Лесхоз, филиал текстильного производства «Шуйские ситцы», культурно-досуговый центр Семейкинского сельского поселения, отделение Сбербанка России, общежитие, магазины, кафе, АЗС.

## Население
| 1859 | 1905 | 2010  |
| ---- | ---- | ----- |
| 32   | ↗92  | ↗2897 |